# Frankrikes Grand Prix 1961
Frankrikes Grand Prix 1961 var det fjärde av åtta lopp ingående i formel 1-VM 1961.

## Resultat
1. Giancarlo Baghetti, FISA/Scuderia Sant'Ambroeus (Ferrari), 9 poäng
2. Dan Gurney, Porsche, 6
3. Jim Clark, Lotus-Climax, 4
4. Innes Ireland, Lotus-Climax, 3
5. Bruce McLaren, Cooper-Climax, 2
6. Graham Hill, BRM-Climax, 1
7. Joakim Bonnier, Porsche
8. Roy Salvadori, Reg Parnell (Cooper-Climax)
9. Phil Hill, Ferrari
10. Trevor Taylor, Lotus-Climax
11. Michel May, Scuderia Colonia (Lotus-Climax)
12. Masten Gregory, Camoradi (Cooper-Climax)
13. Maurice Trintignant, Scuderia Serenissima (Cooper-Maserati)
14. Ian Burgess, Camoradi (Lotus-Climax)
15. Richie Ginther, Ferrari (varv 40, oljetryck)

### Förare som bröt loppet
- Stirling Moss, R R C Walker (Lotus-Climax) (varv 31, bromsar)
- Willy Mairesse, Lotus-Climax (27, motor)
- Carel Godin de Beaufort, Ecurie Maarsbergen (Porsche) (23, överhettning)
- Lucien Bianchi, BRP (Lotus-Climax) (21, överhettning)
- Wolfgang von Trips, Ferrari (18, motor)
- Giorgio Scarlatti, Scuderia Serenissima (De Tomaso-OSCA) (15, motor)
- Jack Brabham, Cooper-Climax (14, oljetryck)
- Bernard Collomb, Bernard Collomb (Cooper-Climax) (6, motor)
- John Surtees, Reg Parnell (Cooper-Climax) (4, olycka)
- Tony Brooks, BRM-Climax (4, överhettning)
- Jackie Lewis, H&L Motors (Cooper-Climax) (4, överhettning)

### Förare som ej startade
- Juan Manuel Bordeu, BRP (Lotus-Climax) (Bilen kördes av Lucien Bianchi)